# Bastelica
Bastelica ist eine Gemeinde auf der Mittelmeerinsel Korsika in Frankreich. Sie gehört zum Département Corse-du-Sud, zum Arrondissement Ajaccio und zum Kanton Gravona-Prunelli.

## Geografie und Infrastruktur
Der Dorfkern liegt auf 808 Metern über dem Meeresspiegel. Nordöstlich von Bastelica auf dem Plateau d’Ese gibt es relativ kleine Skigebiete mit einigen Schleppliften. Die angrenzenden Gemeinden sind Ucciani, Tavera und Bocognano im Nordwesten, Ghisoni im Nordosten, Palneca, Ciamannacce und Tasso im Osten, Guitera-les-Bains, Frasseto und Quasquara im Südosten, Azilone-Ampaza im Süden, Cauro und Eccica-Suarella im Südwesten sowie Tolla und Peri im Westen.

## Persönlichkeiten
- Sampiero Corso (1497–1567), Adliger und Freiheitskämpfer

## Sehenswürdigkeiten
- Bastelica ist Ausgangspunkt vieler Wanderungen, beispielsweise hinauf zum Lac de Vitelca entlang des Oberlaufs des Prunelli.[2]
- Genueserbrücke „Pont de Zippitoli“, ein Monument historique
- Statue des Sampiero Corso
- Genueserturm Tour de Capiteddu, Monument historique

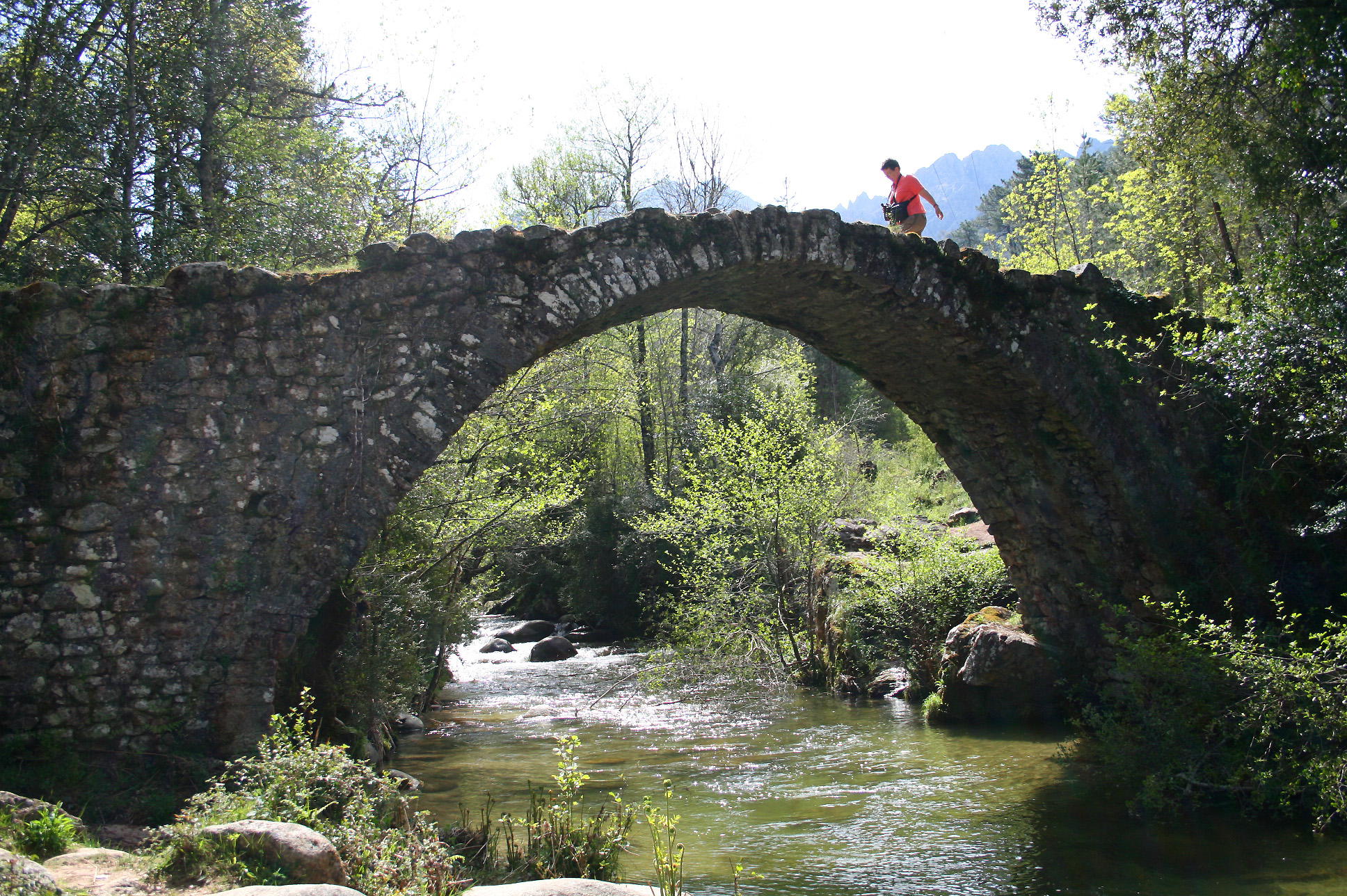
Genueserbrücke Pont de Zipitoli
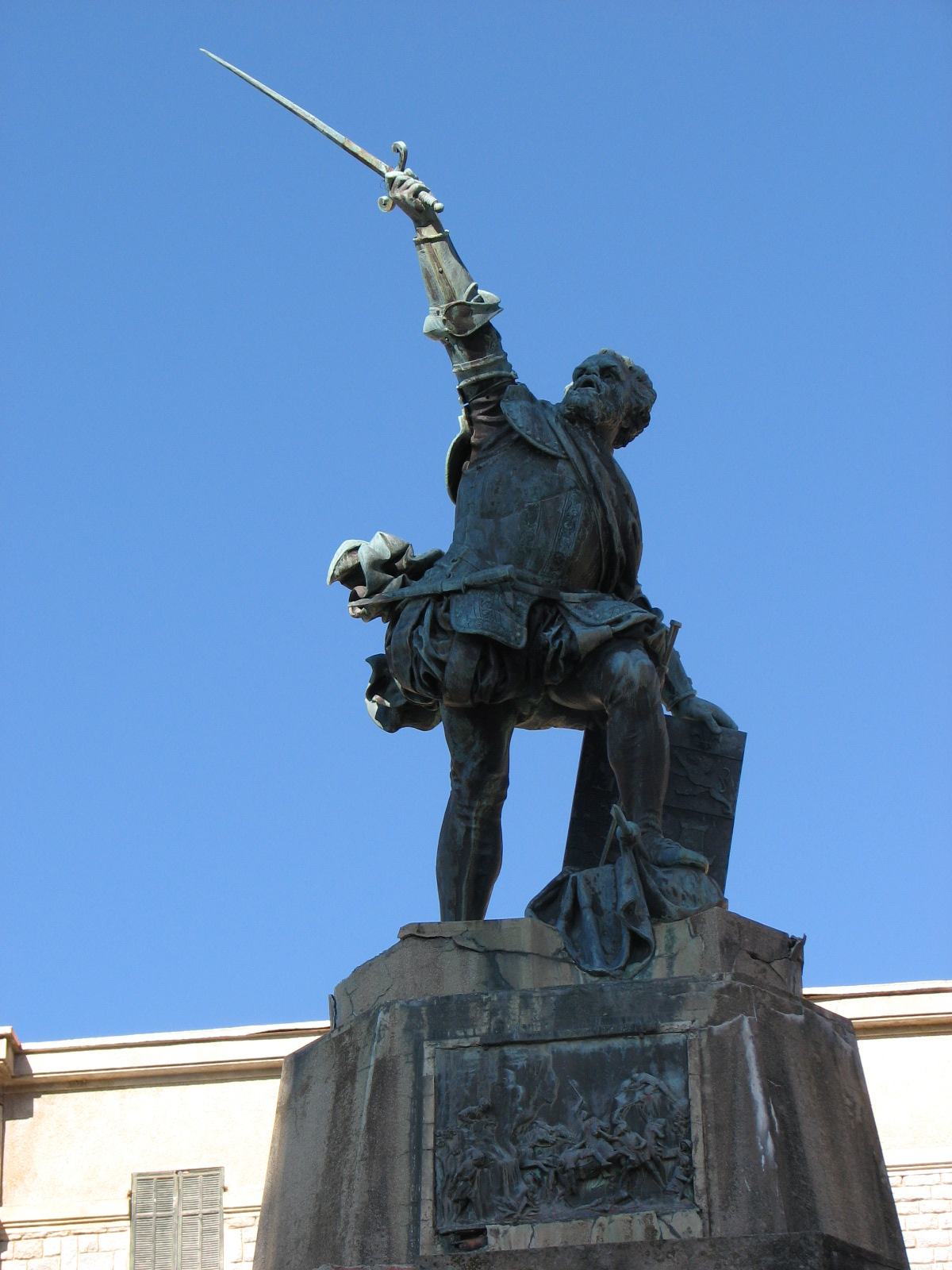
Statue des Sampiero Corso
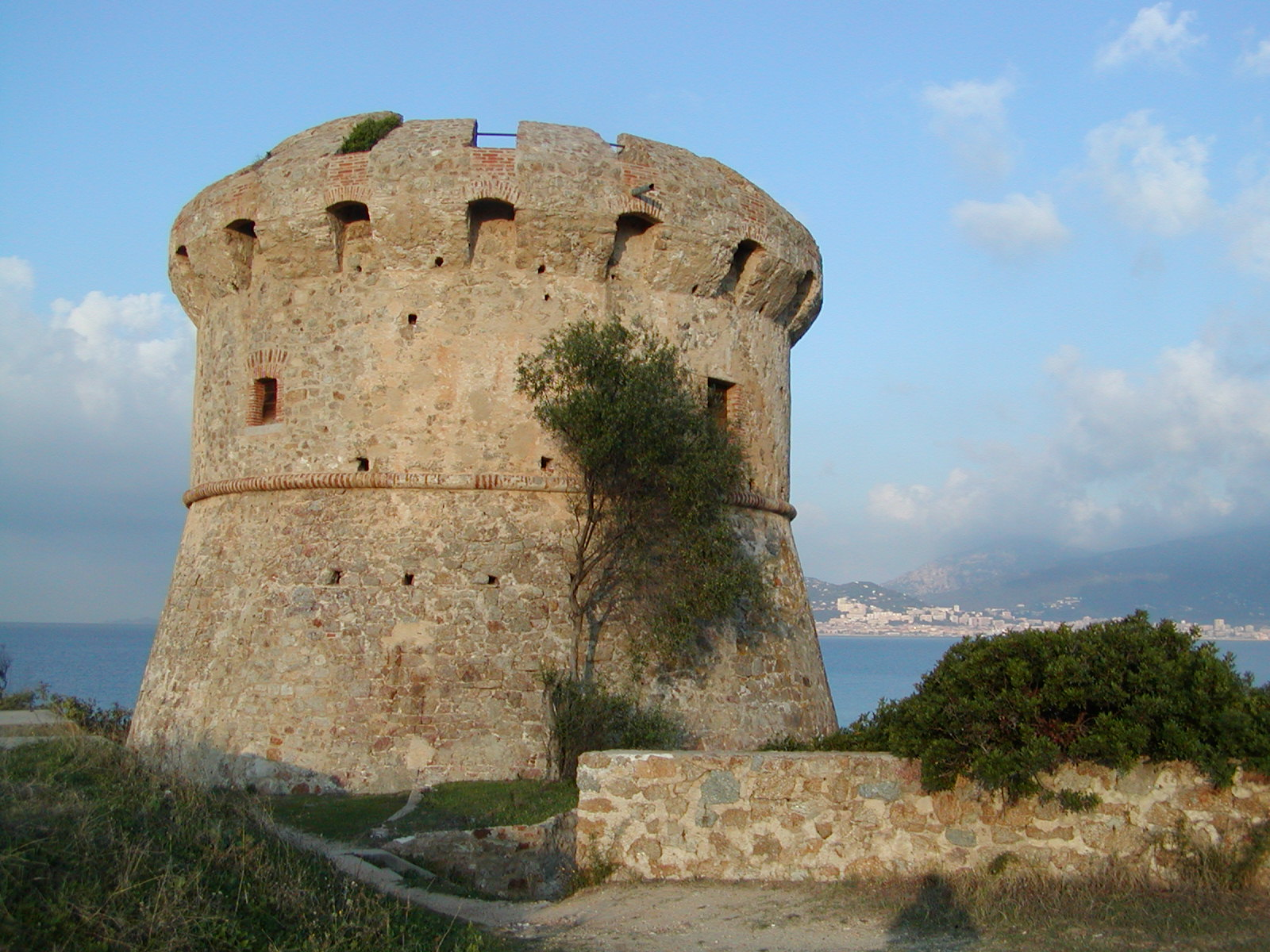
Genueserturm Tour de Capiteddu
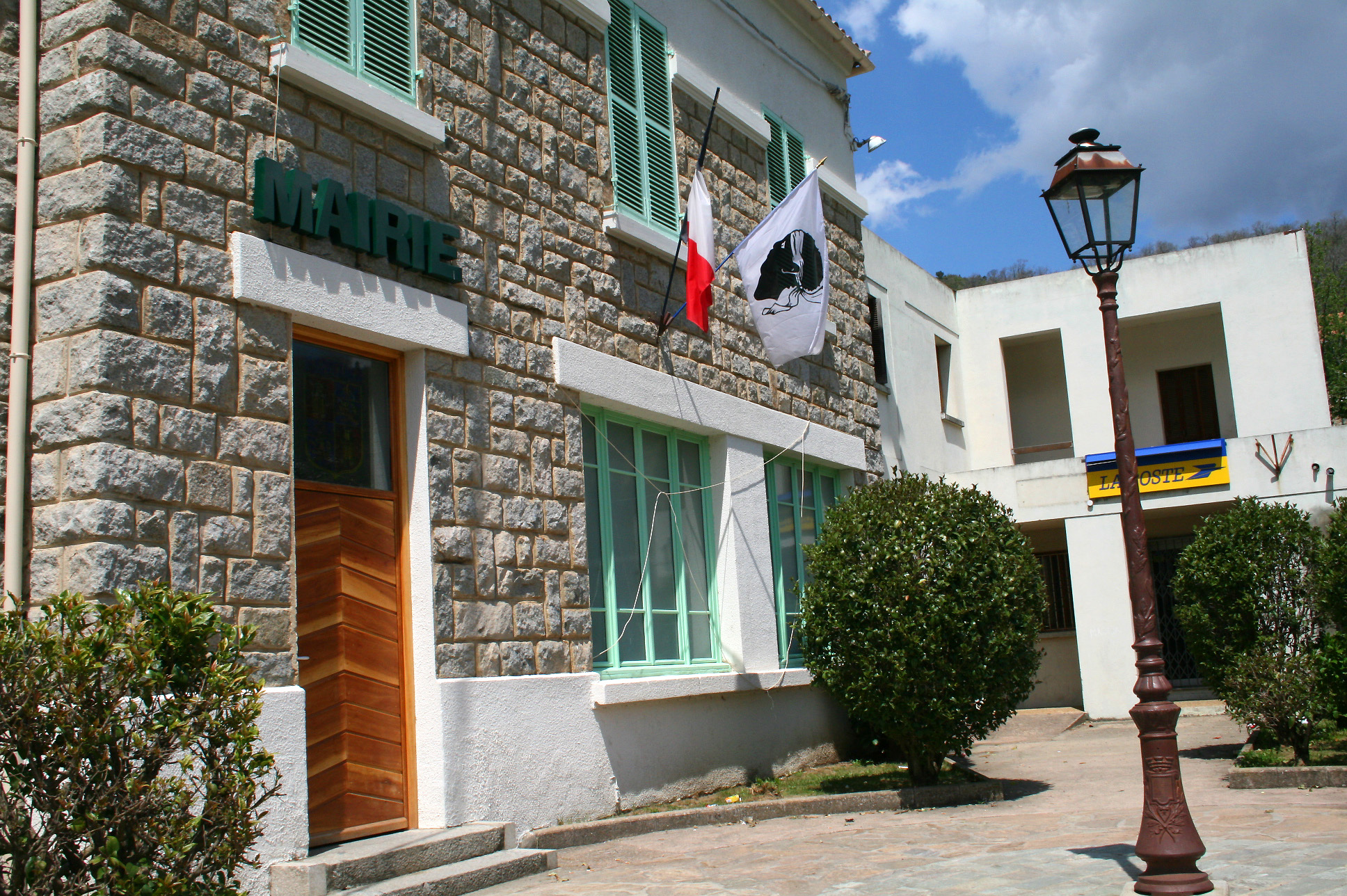
Mairie
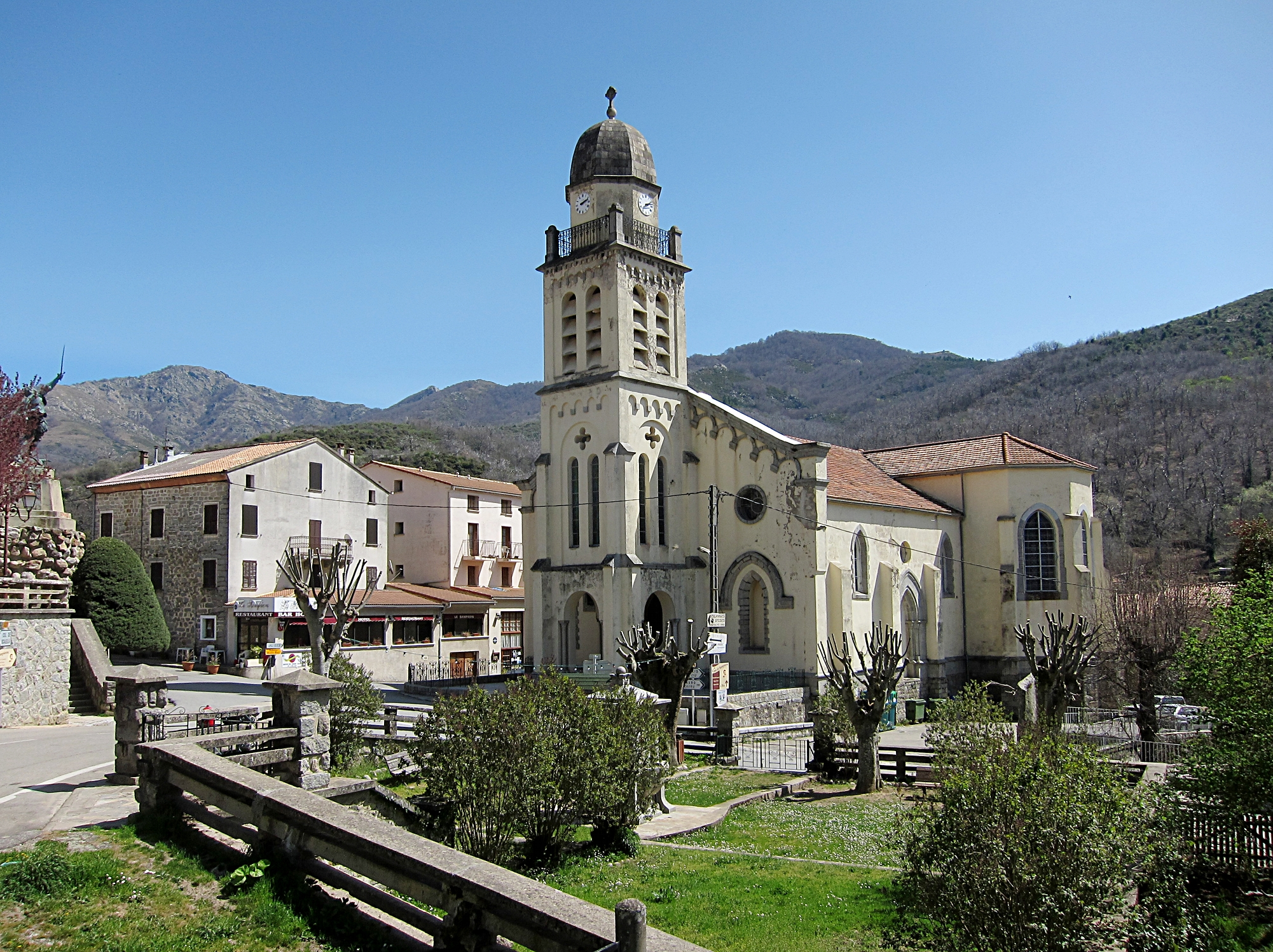
Kirche Saint-Michel

## Bevölkerungsentwicklung
| Jahr      | 1962 | 1968 | 1975 | 1982 | 1990 | 1999 | 2008 | 2012 | 2017 |
| --------- | ---- | ---- | ---- | ---- | ---- | ---- | ---- | ---- | ---- |
| Einwohner | 833  | 774  | 762  | 766  | 436  | 460  | 531  | 537  | 533  |